# RR Centauri
RR Centauri (RR Cen / HD 124689 / HIP 69779) es una estrella variable de magnitud aparente máxima +7,45.
Encuadrada en la constelación de Centauro, está alejada 339 años luz del sistema solar.
RR Centauri constituye una binaria de contacto cuyas dos componentes comparten su capa exterior de gas, siendo su tipo espectral A9V o F0V.
La componente primaria —con una masa de 1,85 masas solares— tiene una temperatura efectiva de 7250 K y su radio es algo más grande que el doble del radio solar.
La componente secundaria tiene el 39% de la masa del Sol, siendo la relación de masas del sistema q = 0,210.
Tiene una temperatura de 7188 K y su radio es prácticamente igual al radio solar.
Ambas estrellas están separadas entre sí 3,94 radios solares o 0,018 UA.
La velocidad de rotación proyectada medida es de 134 km/s.
El período orbital de este sistema es de 0,6057 días (14,53 horas).
Dicho período muestra una variación cíclica de 65,1 ± 0,4 años cuya amplitud es de 0,0124 ± 0,0007 días; su origen puede ser la presencia de un tercer objeto aún no observado.
Superpuesta a esta variación, parece existir un aumento secular del período de 1,21 × 10-7 días por año, lo que sugiere que hay transferencia de masa estelar desde la componente secundaria hacia la primaria.
Si se confirma este incremento, RR Centauri puede evolucionar hacia una única estrella de rápida rotación.
Como la práctica totalidad de binarias de contacto, RR Centauri es también una binaria eclipsante —del tipo W Ursae Majoris—, cuyo brillo decae 0,41 magnitudes en el eclipse principal.